# Politique juridique
La politique juridique est le fait de s'exprimer sur ce que devraient être les règles de droit utilisées dans un ordre juridique donné. Cela signifie donner son avis sur le fond des normes, et se différencie donc de la légistique qui concerne la forme à donner à ces normes. La politique juridique se distingue aussi de la philosophie du droit qui traite les questions d'ordre général. Elle se rapproche de la prospective juridique.
Par exemple en France, dans le cadre des débats sur la loi de 2013 ouvrant le mariage aux couples de personnes de même sexe, environ 180 enseignants-chercheurs des facultés de droit ont signé une pétition contre. Leurs arguments avancent par exemple que le mariage hétérosexuel serait seul fondé dans le droit naturel. Or ces considérations ne s'appuient pas sur une étude du droit positif, mais sur des convictions politiques.
Les tendances vers la politique juridique sont désapprouvées dans la plupart des facultés de droit, qui adhèrent généralement à l'idéologie du positivisme juridique selon laquelle la juriste doit être une scientifique plutôt qu'une artiste,. Cependant, ce point de vue positiviste a été nuancé voire invalidé, notamment par le sociologue Pierre Bourdieu qui considère que le savoir juridique n'est jamais véritablement descriptif mais toujours prescriptif de manière cachée. Un ouvrage postérieur a proposé d'appeler cette attitude prescriptive indissociable des sciences juridiques la « décriture du droit ».